# Guy de Rothschild
Guy Édouard Alphonse Paul de Rothschild (Pariz, 21. svibnja 1909. – Pariz, 12. lipnja 2007.), francuski bankar, vlasnik automobilističkog tima i filantrop iz bogate židovske bankarske obitelji Rothschild. Njegovo bogatstvo procjenjivalo se u trenutku smrti na 1 milijardu $.

## Životopis
Rodio se kao drugorođeni sin u obitelji baruna Édouarda Alphonsea de Rothschild (1868. – 1949.) i barunice Germaine Alice Halphen (1884. – 1975.). Stariji brat Édouard Alphonse Émile Lionel (1906. – 1911.) nije nadživio rano djetinjstvo. Imao je i dvije sestre, Jacqueline Rebecca Louise (1911. – 2012.), koja je bila francusko-američka šahistica i kiparica i 
Bethsabée Louise Émilie Béatrice (1914. – 1999.), filantropkinja, koja se preselila 1951. godine u Izrael. Djed mu je bio barun Mayer Alphonse Jakob de Rothschild (1827. – 1905.), sin baruna Jakoba Mayera Rothschilda (1792. – 1868.), osnivača francuske linije Rothschildovih, koji je bio peti i najmlađi sin Mayera Amschela Rothschilda (1744. – 1812.), osnivača dinastije Rothschilda.
Školovao se na Lycées Condorcet et Louis le Grand i na Facultés de Droit et des Lettres u Parizu, gdje je završio pravo. Godine 1936. pridružio se radu obiteljske banke de Rothschild Frères i na tom je mjestu radio do 1967. godine. Nakon pada Nacističke Njemačke na Francusku u proljeće 1940. godine, Guy se pridružio Francuskoj vojsci, a roditelji i sestre su izbjegli u New York City, SAD. Povukao se s francuskom vojskom do Dunkirka, gdje je sudjelovao u bitci. Poslije bitke se vratio u Francusku, a uskoro je preko Španjolske i Portugala, otputovao kod roditelja i sestara u New York City. Potom se opet vratio na bojišnicu u Europu i pridružio se Slobodnim francuskim snagama u okviru Francuskog pokreta otpora. Međutim, u ožujku 1943. godine, njegov brod su torpedirale neprijateljske snage, nakon čega je proveo 12 sati u Atlantskom oceanu, prije nego što je spašen.
Poslije završetka Drugog svjetskog rata, nastavio je voditi obiteljski posao. Bio je ujedno i predsjednik Sjeverne željezničke kompanije između 1949. i 1968. godine, predsjednik Francuske banke između 1968. i 1978. godine te predsjednik Societé Imétal od 1975. do 1979. godine.
Bavio se i filantropijom. Godine 1950. utemeljio je Ujedinjeni židovski fond (UJF), federaciju od otprilike 200 židovskih društvenih, obrazovnih i kulturnih organizacija. Tom organizacijom je predsjedao do 1982. godine, kada je upravu predao svom starijem sinu, Davidu.

### Privatni život
Godine 1937. oženio je Alixu Herminu Schey de Koromla (1911. – 1982.), s kojom je imao sina Davida René de Rothschilda (r. 1942.). Par se razveo 1956. godine, a godinu dana kasnije Guy se vjenčao s barunicom Marie-Hélène van Zuylen van Nyevelt (1927. – 1996.), katolkinjom, s kojom je imao sina Édouarda Étiennea de Rothschilda (r. 1957.). Zbog religijske pripadnosti druge supruge osjetio se prozvanim da odstupi s položaja predsjednika Francuskog konzistorija, židovske organizacije osnovane 1905. godine.